# Weinbrücke
Weinbrücke (oberfränkisch: Waibrugg) ist ein Gemeindeteil der Großen Kreisstadt Kulmbach im  Landkreis Kulmbach (Oberfranken, Bayern). Weinbrücke liegt in der Gemarkung Burghaig.

## Geografie
Der ehemalige Weiler ist mittlerweile als Ortsstraße An der Weinbrücke des Gemeindeteils Seidenhof aufgegangen. Diese befindet sich direkt am rechten Ufer des Weißen Mains.

## Geschichte
Der Ort wurde 1398 als „Weinprucken“ erstmals urkundlich erwähnt. Namensgebend ist eine Brücke, die sich bis ins 19. Jahrhundert beim Ort befand. Über diese wurde der Wein nach Kulmbach transportiert, der in Burghaig angebaut und gekeltert wurde.
Gegen Ende des 18. Jahrhunderts bestand Weinbrücke aus einem Anwesen. Das Hochgericht übte das bayreuthische Stadtvogteiamt Kulmbach aus. Das Kastenamt Kulmbach war Grundherr des Wirtshauses.
Von 1797 bis 1810 unterstand der Ort dem Justiz- und Kammeramt Kulmbach. Mit dem Gemeindeedikt wurde Weinbrücke dem 1811 gebildeten Steuerdistrikt Burghaig und der 1812 gebildeten gleichnamigen Ruralgemeinde zugewiesen. Am 1. Juli 1972 wurde Weinbrücke nach Kulmbach eingegliedert.

### Ehemaliges Baudenkmal
- Gasthof zur Weinbrücke. Zweigeschossig, von drei zu fünf Achsen, Ende des 18. Jahrhunderts. Fensterrahmungen scharriert, südliches Giebelfachwerk der ersten Hälfte des 19. Jahrhunderts.[10]

### Einwohnerentwicklung
| Jahr      | 001809 | 001818 | 001861 | 001871 | 001885 | 001900 | 001925 | 001950 | 001961 | 001970 | 001987 |
| Einwohner | 14     | 17     | 17     | 13     | 12     | 22     | 29     | 36     | 43     | 30     | *      |
| Häuser    |        | 2      |        |        | 2      | 3      | 4      | 3      | 6      |        | *      |
| Quelle    | [ 12 ] | [ 8 ]  | [ 13 ] | [ 14 ] | [ 15 ] | [ 16 ] | [ 17 ] | [ 18 ] | [ 19 ] | [ 20 ] | [ 21 ] |

## Religion
Weinbrücke ist seit der Reformation evangelisch-lutherisch geprägt und war ursprünglich nach St. Aegidius (Melkendorf) gepfarrt, seit der zweiten Hälfte des 20. Jahrhunderts ist die Pfarrei St. Johannes (Burghaig) zuständig.